# Rotfront (гурт)
RotFront (Emigrantski Raggamuffin Kollektiv) – берлінська музична група, заснована у 2003 році харків’янином Юрієм Гуржи.

## Історія
Група була заснована у 2003 році під назвою Emigrantski Raggamuffin Kollektiv RotFront українцем Юрієм Гуржі разом з Володимир Камінером та угорцем Симоном Вагорном.
Група придбала широку популярність серед німецької публіки завдяки спільному з Володимиром Камінером проекту «Russendisko». RotFront відомі не тільки тим, як уміло вони об'єднують різні стилі музики, такі як рок, хіп-хоп, танцювальні напрямки, регі, ска, клезмер, але і завдяки своєму багатонаціональному складу (Україна, Німеччина, Угорщина, Австрія, Болгарія, Австралія). Учасники бенду вважають себе політичною музичною групою, відмінною рисою якої є інтернаціональність.
На TFF Rudolstadt, одному з найважливіших і найбільших фольклорних фестивалів в Європі, RotFront в 2010 році удостоївся премії German Ruth World Music Prize в категорії Global RUTH.

## Дискографія
Альбоми
• Emigrantski Raggamuffin (2009)
• Visa free (May 2011)
• 17 German Dances (17 Deutsche Tänze) (2014)
Компіляції
• B-Style (listen to berlin (Berlin Music Commission) 2009)
• Ya Piv (Tiger Hifi Echo Mix) (2009)
• Zhenya (P-Town Remix) (Kaffee Burger (Duplicate Records) 2006)